# L'isola dei pigmei
L'isola dei pigmei è un film d'avventura diretto da William A. Berke, prodotto negli Stati Uniti d'America del 1950; il protagonista è l'attore Johnny Weissmuller nel ruolo di Jungle Jim, di cui questo è il quinto film della serie prodotto dalla Columbia Pictures.

## Trama
Il selvaggio bianco Jungle Jim è incaricato dall'esercito americano di ritrovare una studiosa, scomparsa su di un'isola abitata da una tribù di pigmei bianchi, mentre era in cerca di una pianta dalla quale si ricava un tessuto innovativo. Sulle tracce della ricercatrice c'è anche una banda di malfattori contro i quali si scaglia Jungle Jim, che si allea con la tribù di pigmei.

## I film di Jungle Jim con Johnny Weissmuller
Tra il 1948 e il 1955 Johnny Weissmuller ha interpretato Jungle Jim in 16 film considerati film di serie B, distribuiti nei cinema dalla Columbia Pictures.
1. Jim della jungla (Jungle Jim) (1948)
2. La tribù dispersa (The Lost Tribe) (1949)
3. L'orma del gorilla (Captive Girl) (1950)
4. La laguna della morte (Mark of the Gorilla) (1950)
5. L'isola dei pigmei (Pygmy Island) (1950)
6. Furia del Congo (Fury of the Congo) (1951)
7. Caccia all'uomo nella jungla (Jungle Manhunt) (1951)
8. Jim della giungla e gli uomini scimmia (In the Forbidden Land) (1952)
9. La tigre sacra (Voodoo Tiger) (1952)
10. I ribelli dell'isola (Savage Mutiny) (1953)
11. La valle dei tagliatori di teste (Valley of the Headhunters) (1953)
12. Killer Ape (Killer Ape) (1953)
13. Jungle Man-Eaters (Jungle Man-Eaters) (1954)
14. I divoratori della giungla (Cannibal Attack) (1954)[1]
15. La valle degli uomini luna (Jungle Moon Men) (1955)[1]
16. Devil Goddess (Devil Goddess) (1955)[1]

### Serie TV
Nella stagione televisiva 1955-56 Johnny Weissmuller continuò ad interpretare Jungle Jim in altri 26 episodi, di 30 minuti l'uno, di una serie TV, sempre distribuita dalla Columbia Pictures.
- Jungle Jim (1955) - (EN) Jungle Jim, su IMDb, IMDb.com.